# Neobellamira
Neobellamira is een kevergeslacht uit de familie van de boktorren (Cerambycidae). De wetenschappelijke naam van het geslacht werd voor het eerst geldig gepubliceerd in 1928 door Swaine & Hopping.

## Soorten
Neobellamira is monotypisch en omvat slechts de volgende soort:
- Neobellamira delicata (LeConte, 1874)